# Azteca (genre)
Genre
Azteca est un genre strictement néotropical de fourmis de la sous-famille des Dolichoderinae.
Le genre est très diversifié avec près de 90 espèces existantes et deux fossiles. Celles-ci sont essentiellement arboricoles et de plusieurs espèces ont des associations mutualistes avec des espèces végétales particulières, le genre Cecropia présentant l'association la plus courante. En Amazonie brésilienne, les espèces Azteca sont associées aux espèces de Codonanthopsis (plantes de la famille des Gesneriaceae).

## Liste des espèces
Selon GBIF (4 janvier 2024) :
- Azteca adrepens Forel, 1911
- Azteca aesopus Forel, 1908
- Azteca alfari Emery, 1893
- † Azteca alpha Wilson, 1985

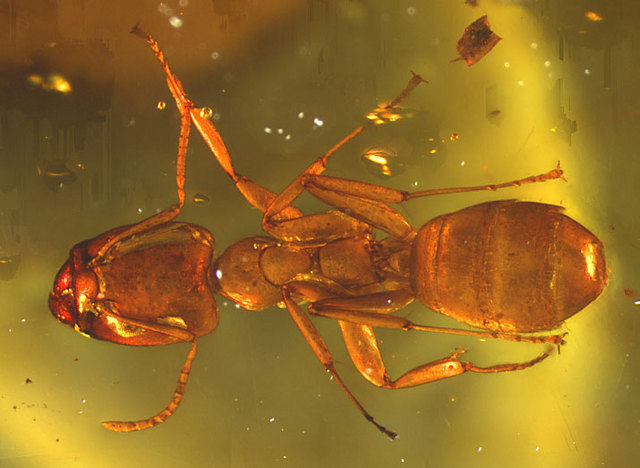
Ouvrier Azteca alpha dans de l'ambre.

- Azteca andreae Guerreo, Delabie & Dejean, 2010
- Azteca angusticeps Emery, 1893
- Azteca aragua Longino, 1991
- Azteca aurita Emery, 1893
- Azteca australis Wheeler, 1942
- Azteca barbifex Forel, 1906
- Azteca beltii Emery
- Azteca bequaerti Wheeler & Bequaert, 1929
- Azteca brevicornis (Mayr, 1878)
- Azteca brevis Forel, 1899
- Azteca chartifex Emery, 1896
- Azteca chartifex Forel, 1896
- Azteca christopherseni Forel, 1912
- Azteca coeruleipennis Emery, 1893
- Azteca constructor Emery, 1896
- Azteca coussapoae Forel, 1904
- Azteca crassicornis Emery, 1893
- Azteca delpini Emery, 1893
- Azteca depilis Emery, 1893
- Azteca duckei Forel, 1906
- Azteca duroiae Forel, 1904
- Azteca emeryi Forel, 1904
- † Azteca eumeces Wilson, 1985
- Azteca fasciata Emery, 1893
- Azteca fiebrigi Forel, 1909
- Azteca flavigaster Longino, 2007
- Azteca forelii Emery, 1893
- Azteca foveiceps Wheeler, 1921
- Azteca gnava Forel, 1906
- Azteca godmani Forel, 1899
- Azteca goeldii Forel, 1906
- Azteca huberi Forel, 1906
- Azteca hypophylla Forel, 1899
- Azteca iheringi Forel, 1915
- Azteca instabilis (Smith, 1862)
- Azteca instablis
- Azteca isthmica Wheeler, 1942
- Azteca jelskii Emery, 1893
- Azteca lacrymosa
- Azteca lallemandi Forel, 1899
- Azteca lanuginosa Emery, 1893
- Azteca lattkei Longino, 1991
- Azteca leuderwaldti Forel
- Azteca longiceps Emery, 1893
- Azteca lucida Forel, 1899
- Azteca lucidula
- Azteca luederwaldti Forel, 1909
- Azteca mayrii Emery, 1893
- Azteca merida Longino, 1991
- Azteca minor Forel, 1904
- Azteca muelleri Emery, 1893
- Azteca nanogyna
- Azteca nigella
- Azteca nigra Forel
- Azteca nigricans Forel
- Azteca oecocordia
- Azteca olitrix Forel, 1904
- Azteca ovaticeps Forel, 1904
- Azteca paraensis Forel, 1904
- Azteca petalocephala Longino, 1991
- Azteca pilosula Forel
- Azteca pittieri Forel, 1899
- Azteca polymorpha Forel, 1899
- Azteca prorsa Wheeler, 1942
- Azteca quadraticeps
- Azteca salti Wheeler, 1930
- Azteca schimperi Emery, 1893
- Azteca schumannii Emery, 1893
- Azteca sericea (Mayr, 1866)
- Azteca sericeasur
- Azteca severini Emery, 1896
- Azteca stanleyuli Forel, 1921
- Azteca stigmatica Emery, 1896
- Azteca stolli Forel, 1912
- Azteca subopaca Forel, 1899
- Azteca tachigaliae Forel, 1904
- Azteca theresiae Forel, 1899
- Azteca tonduzi Forel, 1899
- Azteca trailii Emery, 1893
- Azteca trianguliceps Forel, 1912
- Azteca trigona Emery, 1893
- Azteca ulei Forel, 1904
- Azteca velox Forel, 1899
- Azteca xanthochroa (Roger, 1863)

## Classification
Le nom valide complet (avec auteur) de ce taxon est Azteca Forel, 1878.